# Albrecht Mertz von Quirnheim

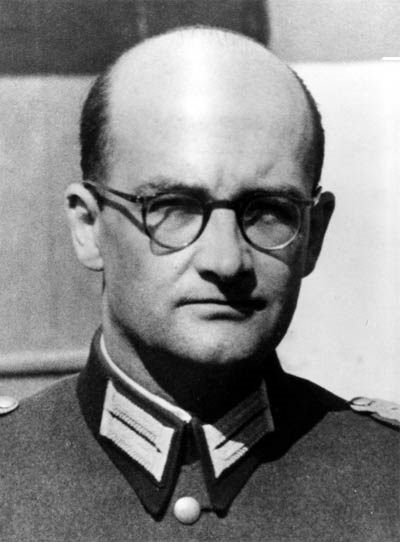
Albrecht Ritter Mertz von Quirnheim, 1944

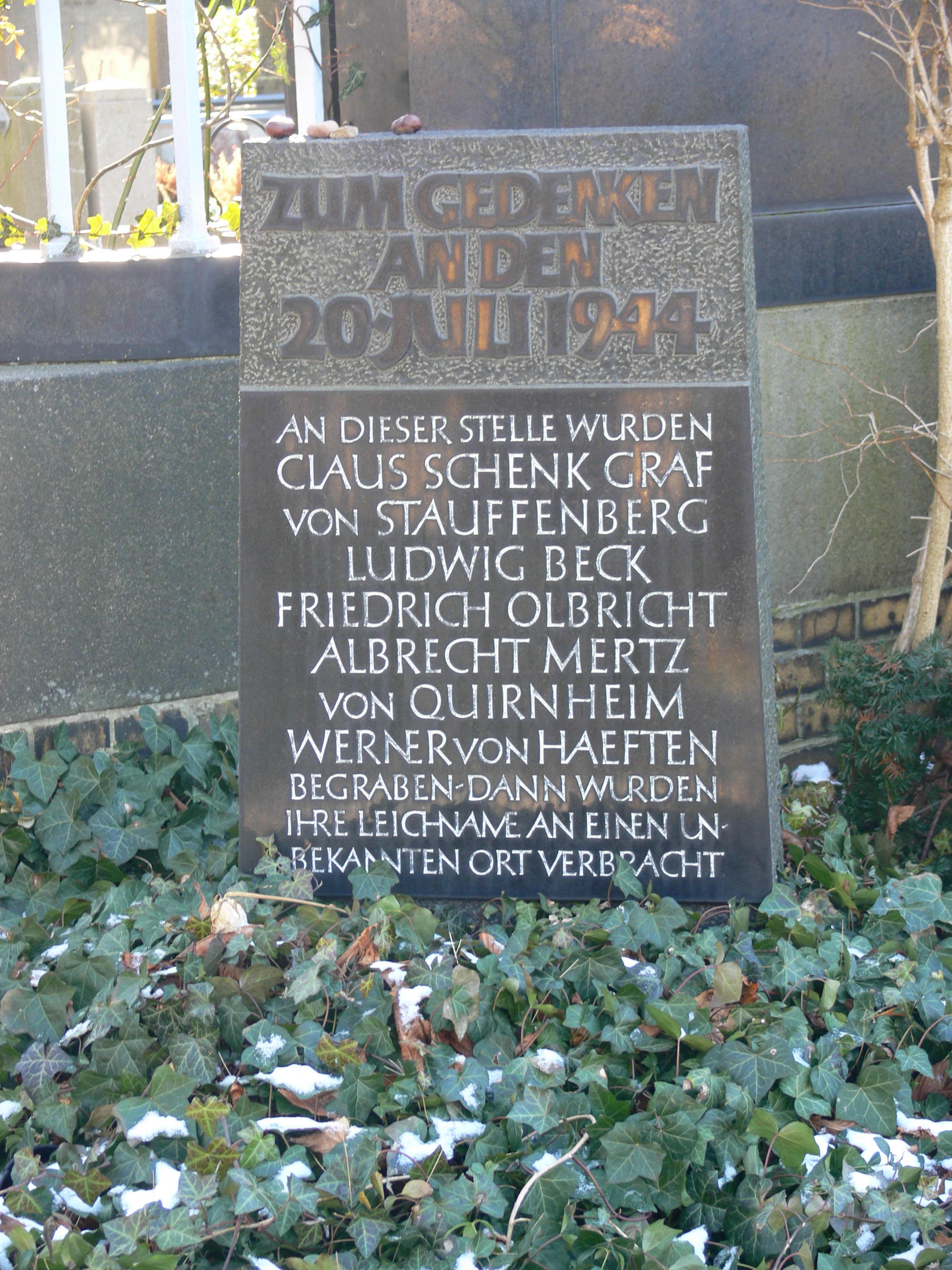
Gedenkstein auf dem Alten St.-Matthäus-Kirchhof an der kurzzeitigen Grabstätte Mertz von Quirnheims und seiner vier mit ihm am Abend des 20. Juli 1944 ermordeten Offizierkameraden

Albrecht Ritter Mertz von Quirnheim (* 25. März 1905 in München; † 20. Juli 1944 in Berlin), kurz Albrecht von Mertz, war Oberst im Generalstab, Widerstandskämpfer gegen den Nationalsozialismus und gehörte zum engsten Kreis um Claus Schenk Graf von Stauffenberg beim Attentat vom 20. Juli 1944.

## Leben
Albrecht Ritter Mertz von Quirnheim war Sohn des seinerzeitigen Hauptmanns im bayerischen Generalstab bzw. späteren Generalleutnants und Präsidenten des Reichsarchivs Hermann Ritter Mertz von Quirnheim und seiner Ehefrau Eleonore geborene Hohmann, der Schwester des Raumfahrtpioniers Walter Hohmann. Albrecht von Mertz’ Vater Hermann wurde im Jahre 1911 vom Generalstab des III. Armeekorps zum 6. Infanterieregiment nach Amberg versetzt. Die Familie war in der Alten Veste am Eichenforstgäßchen wohnhaft. 
Albrecht Mertz von Quirnheim trat 1914 im Alter von neun Jahren in das Königlich Humanistische Gymnasium Amberg ein und besuchte dieses bis 1920. 1919 siedelte seine Familie nach Potsdam über, weil sein Vater Leiter des neu gegründeten Reichsarchivs wurde. Über seine Familie lernte er dort als junger Mann die späteren Widerstandskämpfer Werner von Haeften und Hans Bernd von Haeften kennen, deren Vater Hans von Haeften 1931 die Nachfolge von Albrecht von Mertz Vater im Amt des Reichsarchivpräsidenten antrat. 
Nach dem Abitur am Victoria-Gymnasium in Potsdam 1923 trat Mertz von Quirnheim als Offizieranwärter in das 19. (Bayerische) Infanterie-Regiment der Reichswehr ein, und zwar in dessen Ausbildungsbataillon in Landshut. Bereits 1925 befreundete sich Albrecht von Mertz beim gemeinsam besuchten Offizierlehrgang an der Dresdener Infanterieschule mit seinem Jahrgangskameraden Claus Schenk Graf von Stauffenberg, dem späteren Hitler-Attentäter. Nach verschiedenen Truppenverwendungen durchlief er ab 1936 – wieder gemeinsam mit Stauffenberg – die Generalstabsausbildung an der Kriegsakademie in Berlin. Als Hauptmann im Generalstab wurde Mertz von Quirnheim 1939/40 im Generalkommando des V. Armeekorps verwendet, danach im Range eines Majors als Leiter des Referats Organisation und Demobilmachung in der Organisationsabteilung des Generalstabs des Heeres.
Nachdem er zunächst die Machtübernahme der Nationalsozialisten durchaus begrüßt hatte, distanzierte er sich im Laufe der Zeit immer mehr vom Nazi-Regime. Zu Beginn des Zweiten Weltkriegs wurde Mertz von Quirnheim als Stabsoffizier bei der Organisationsabteilung des Generalstabs eingesetzt. 1941 kam es zu einer Auseinandersetzung mit dem Reichsminister für die besetzten Ostgebiete Alfred Rosenberg und dem Reichskommissar für die Ukraine Erich Koch, weil Mertz von Quirnheim für eine humanere Behandlung der Zivilbevölkerung im Besatzungsgebiet eintrat. Ab 1942 verdichteten sich auch über seinen Schwager Wilhelm Dieckmann die Kontakte zum Widerstand gegen Hitler und den Nationalsozialismus. Wilhelm Dieckmann war als Hauptmann der Reserve im Potsdamer Infanterie-Regiment 9 zum Kreis der militärischen Opposition gestoßen.
Mertz von Quirnheim wurde als Oberstleutnant im November 1942 Chef des Stabes des XXIV. Panzerkorps an der Ostfront. 1943 erhielt er die Beförderung zum Oberst und heiratete kurz vor dem 20. Juli 1944 in zweiter Ehe die verwitwete Hilde Baier geborene Voswinkel; eine erste Ehe hatte er 1934 mit Charlotte Alice Kraudzun geschlossen.
Seit September 1943 war er in den Plan, Adolf Hitler durch ein Attentat zu beseitigen, eingeweiht. Zusammen mit seinem Vorgesetzten, General der Infanterie Friedrich Olbricht, und Oberst Claus Schenk Graf von Stauffenberg arbeitete er für die Übernahme der Macht nach dem Attentat auf Hitler Änderungen am Operationsplan „Walküre“ aus, der eigentlich im Falle eines Aufstands von Fremdarbeitern im Reich angewendet werden sollte.
1944 wurde Mertz von Quirnheim Nachfolger Stauffenbergs als Chef des Stabes im Allgemeinen Heeresamt in Berlin (Bendlerblock). Unmittelbar nach dem Attentat vom 20. Juli 1944 auf Hitler drängte Mertz von Quirnheim General Olbricht, die Operation „Walküre“ auszulösen, obwohl er nicht sicher sein konnte, ob Hitler tatsächlich tot war. Die darin angeordneten Maßnahmen wurden aber nicht oder nicht vollständig umgesetzt, weil die militärischen Befehlshaber nahezu gleichzeitig die Nachricht von Hitlers Überleben erhielten. Noch in der Nacht des 20. Juli 1944 wurde Mertz von Quirnheim zusammen mit Claus Graf Schenk von Stauffenberg, General der Infanterie Olbricht und Oberleutnant Werner von Haeften von regimetreuen Militärs überwältigt und auf Veranlassung von Generaloberst Friedrich Fromm, der seine eigene Mitwisserschaft zu verschleiern versuchte, im Hof des Bendlerblocks standrechtlich erschossen. Ob die Erschießungen noch am selben Tag erfolgten oder erst nach Mitternacht ist unklar, die Geschichtsschreibung und die später ausgestellte Sterbeurkunde Stauffenbergs nennen den 20. Juli 1944. Ihre Leichen wurden auf dem Alten St.-Matthäus-Kirchhof Berlin-Schöneberg begraben, allerdings kurze Zeit später auf Befehl Heinrich Himmlers exhumiert, im Krematorium Wedding verbrannt und die Asche auf Rieselfeldern verstreut. Wenige Tage später wurden die Eltern Mertz von Quirnheims und eine seiner Schwestern von der Gestapo verhaftet. Sein Schwager Wilhelm Dieckmann wurde nach brutalen Verhören am 13. September 1944 in Berlin im Zellengefängnis Lehrter Straße hinterrücks von der Gestapo erschossen.
Ein weiterer Schwager Mertz von Quirnheims war der Generalmajor der Wehrmacht und später der Kasernierten Volkspolizei Otto Korfes, der als führendes Mitglied des Nationalkomitees Freies Deutschland und Bundes Deutscher Offiziere hervortrat. Ein Cousin war Johannes Dieckmann.

## Ehrungen
- Gedenkstätte Deutscher Widerstand im Bendlerblock.
- In Potsdam und Quirnheim erinnert eine Straße an ihn.
- Die im März 2016 gegründete Feld- und Militärloge „Albrecht Ritter Mertz von Quirnheim“ in Augsburg wurde nach ihm benannt.[3]

## Darstellungen in Film und Fernsehen
In Operation Walküre – Das Stauffenberg-Attentat verkörperte Christian Berkel Albrecht Mertz von Quirnheim. 
Im Fernsehfilm Stauffenberg ist die Rolle mit David C. Bunners besetzt, in Stauffenberg – Verschwörung gegen Hitler Burkhard Heyl und in Die Stunde der Offiziere spielt Florian Martens die Rolle von Quirnheim.